# Парк младежи
Парк младежи (хорв. Park mladeži) — футбольный стадион, расположенный в городе Сплит (Хорватия). Вместимость стадиона составляет 4 075 зрителей. Стадион Парк младежи — домашняя арена футбольного клуба «Сплит» с 1955 года. Арена является второй крупнейшей в городе после стадиона Полюд.
Стадион был построен в 1950-е годы (начало работ было положено в 1949 году) для клуба «Сплит», который стал использовать эту арену с 1955 года. Стадион никогда не был завершён, но перед Средиземноморскими играми 1979 года, которые принимал Сплит, он был частично обновлён.
Парк младежи располагается в сплитском районе Брадарица. Он также имеет беговые дорожки вокруг футбольного поля, используемые преимущественно «Сплитским атлетическим клубом» (ASK). Арена оснащена прожекторами, взятыми с другого сплитского стадиона Стари плац, который был частично разобран после переезда «Хайдука» на Полюд в 1979 году. Помимо главного поля имеется также тренировочное, используемое другими небольшими футбольными командами, такими как «Галеб», и имеющее собственную трибуну, возведённую в 2006 году.
Стадион получил своё нынешнее название в 1990-е годы. До этого арена и парк вокруг неё назывался Парк скоеваца (хорв. Park skojevaca). Эта часть города также известна как Turska kula (турецкая башня), которая и была первоначальным прозвищем стадиона Парк младежи.